# Ławeczka Klemensa Mikuły w Poznaniu
Ławeczka Klemensa Mikuły w Poznaniu – pomnik w formie ławki z siedzącą postacią architekta Klemensa Mikuły, autora założenia architektonicznego dla kompleksu jeziora Maltańskiego w Poznaniu – zlokalizowany nad jeziorem, w pobliżu tablicy wyników.
Pomnik powstał z inicjatywy Fundacji Rozwoju Miasta Poznania, przy wsparciu firmy Utal sp. z o.o. oraz spółdzielni pracy Universum. Jego autorem jest artysta rzeźbiarz Roman Kosmala. Pomnik został wykonany w odlewni Garstka Studio w Szymanowie koło Śremu. 
W trakcie uroczystości odsłonięcia pomnika obecni byli m.in. Andrzej Wituski – prezydent miasta Poznania w latach 1982–1990, przewodniczący Rady Miasta Poznania Grzegorz Ganowicz, sekretarz miasta Stanisław Tamm, prezes zarządu Fundacji Rozwoju Miasta Poznania Jan Kaczmarek oraz rodzina Klemensa Mikuły.